# Alain Savary
Pour les articles homonymes, voir Savary.
Ne doit pas être confondu avec Albert Savary, autre Compagnon de la Libération.
Alain Savary, né le 25 avril 1918 à Alger et mort le 17 février 1988 à Paris, est un homme politique français, compagnon de la Libération, membre de la Section française de l'Internationale ouvrière (SFIO), du Parti socialiste unifié (PSU), et enfin du Parti socialiste (PS), dont il est premier secrétaire de 1969 à 1971.
Ministre de l'Éducation entre 1981 et 1984, il est à l'origine des zones d'éducation prioritaires (ZEP) et porte le projet de loi Savary visant à créer un grand service public unifié de l'éducation, finalement retiré, ce qui conduit à sa démission.

## Biographie

### Formation et entrée dans la résistance en 1940
Élève au collège Stanislas, puis au lycée Buffon à Paris, il est appelé dans la marine en octobre 1938 et il rallie la France libre en juin 1940, refusant la défaite.
Il est enseigne de vaisseau en décembre 1941, au moment du ralliement de Saint-Pierre-et-Miquelon auquel il participe. Le vice-amiral Émile Muselier lui confie la charge d'administrer ce territoire. Il reste gouverneur de Saint-Pierre-et-Miquelon jusqu'en janvier 1943.
À partir d'avril 1944, Alain Savary participe à la campagne d'Italie, où il se distingue. En août 1944, il commande le 2e escadron du 1er régiment de fusiliers marins de la 1re division française libre qui débarque en Provence et participe activement, sous la direction de son commandant, aux combats de libération de La Crau et de Toulon. Le 12 septembre la jonction est faite, à Nod-sur-Seine, près de Châtillon, entre un peloton de l'escadron Savary et les spahis de la 2e DB du général Leclerc.
À partir d'octobre 1944, il est appelé à siéger à l'Assemblée consultative provisoire pour y représenter les compagnons de la Libération dont il fait partie.
Enseigne de vaisseau quand il se rallie à la France libre, il est promu capitaine de corvette lors des campagnes d'Italie et de France ; le général de Gaulle le nomme commissaire de la République à Angers avec rang de général de corps d'armée en 1945. Il est également compagnon de la Libération.
En 1946, il est nommé Secrétaire général du Commissariat aux affaires allemandes et autrichiennes.

### Député de Saint-Pierre-et-Miquelon
De 1948 à 1951, il est conseiller de l'Union française puis député de Saint-Pierre-et-Miquelon jusqu'en 1958, date à laquelle il devient secrétaire général adjoint de la SFIO. Opposé au projet de communauté européenne de défense et à une Europe restreinte à l'Europe à Six, il rédige un tract à cet effet avec Robert Verdier. 

### Artisan de l'indépendance tunisienne
Il partage les convictions anticoloniales de Robert Verdier. Dès 1951, il reproche au gouvernement Pleven ses reculs face aux promesses d’autonomies faites par Robert Schuman en Afrique du Nord. Il critique également la répression systématique contre les nationalistes tunisiens et marocains.
Au début de l'année 1953, il est l'un des rares visiteurs admis sur l'île de Galite où Habib Bourguiba est retenu depuis mai 1952. Après cet entretien, il publie dans Le Monde une tribune intitulée « Urgence en Tunisie » dans laquelle il affirme « l'égalité des deux nations » et il appelle le protectorat à « l'autonomie interne, puis indépendance dans l'association ». Il rend régulièrement visite à Bourguiba durant ses résidences surveillées à Groix, Amilly et Chantilly.
Ce n'est donc pas un hasard que le 1er février 1956, il soit nommé secrétaire d'État chargé des affaires marocaines et tunisiennes dans le gouvernement Guy Mollet au moment de l'indépendance de ces deux pays (mars 1956). Il démissionne le 3 novembre 1956 pour protester contre l'arrestation de Ben Bella à Alger.

### Dirigeant socialiste
Il quitte la SFIO en 1958 en raison du ralliement de Guy Mollet au nouveau régime. Il est alors parmi les fondateurs du PSA (Parti socialiste autonome) avant de faire partie des dirigeants du PSU (Parti socialiste unifié). Souhaitant entreprendre le renouveau et le regroupement de la gauche, il crée la Convention socialisme et démocratie puis l'UCRG (Union des clubs pour le renouveau de la gauche).
En juillet 1969, au congrès d'Issy-les-Moulineaux, Savary est élu premier secrétaire du nouveau parti socialiste, qui adopte la stratégie de l'« Union de la gauche » mais pas l'idée d'un programme commun de gouvernement avec le PCF. Il est battu par François Mitterrand, qui lui succède à la direction du parti lors du congrès d'Épinay-sur-Seine, en juin 1971.
Il est ensuite élu député dans le département de la Haute-Garonne de 1973 à 1981, et préside le conseil régional de Midi-Pyrénées de 1974 à 1981. En 1977, il échoue dans sa tentative de reprendre la mairie de Toulouse à Pierre Baudis.

### Ministre de l'Éducation nationale
En 1981, après l'élection de François Mitterrand comme président de la République et la victoire du Parti socialiste aux élections législatives anticipées, il devient ministre de l'Éducation nationale dans le gouvernement de Pierre Mauroy, avec comme directeur de cabinet Jean-Paul Costa, qui deviendra plus tard président de la Cour européenne des droits de l'homme.
En 1982, il rédige une circulaire, dite « circulaire Savary », considérée comme une véritable avancée concernant des langues régionales dans le service public d’éducation nationale. Cette circulaire organise les enseignements de langues et cultures régionales de la maternelle à l’université et autorise les expérimentations, telles les ouvertures de classes bilingues. L’enseignement des langues et cultures régionales peut être considéré comme une matière spécifique. La même année il crée avec un groupe d'enseignants rassemblés autour de Jean Lévi le lycée autogéré de Paris,.
En 1983, il fait voter une loi de réforme de l'enseignement supérieur à laquelle son nom reste attaché. Le texte est promulgué début 1984, après avoir déclenché un important mouvement de grève dans les universités.
Il est chargé d'unifier l'enseignement secondaire au sein d'un grand service public de l'éducation rassemblant l'école publique et l'école privée (dite « école libre »). Ce projet de loi, que les députés socialistes radicalisent, déclenche, à droite, de nombreuses protestations, qui débouchent sur une importante manifestation dans les rues de Paris en juin 1984 au nom de la défense de l'« école libre » (pour les autres au nom de la laïcité).
Désavoué par François Mitterrand, il remet sa démission du gouvernement quelques heures avant l'annonce de la démission complète du gouvernement Mauroy, en juillet 1984.
Il meurt en février 1988 suivi par son épouse Hélène en 2010.

## Récapitulatif des fonctions gouvernementales
- Secrétaire d'État aux affaires marocaines et tunisiennes du gouvernement Guy Mollet (du 1er février au 3 novembre 1956) ;
- ministre de l'Éducation nationale du gouvernement Pierre Mauroy (1) (du 22 mai au 23 juin 1981) ;
- ministre de l'Éducation nationale du gouvernement Pierre Mauroy (2) (du 23 juin 1981 au 22 mars 1983) ;
- ministre de l'Éducation nationale du gouvernement Pierre Mauroy (3) (du 22 mars 1983 au 19 juillet 1984).

## Hommages

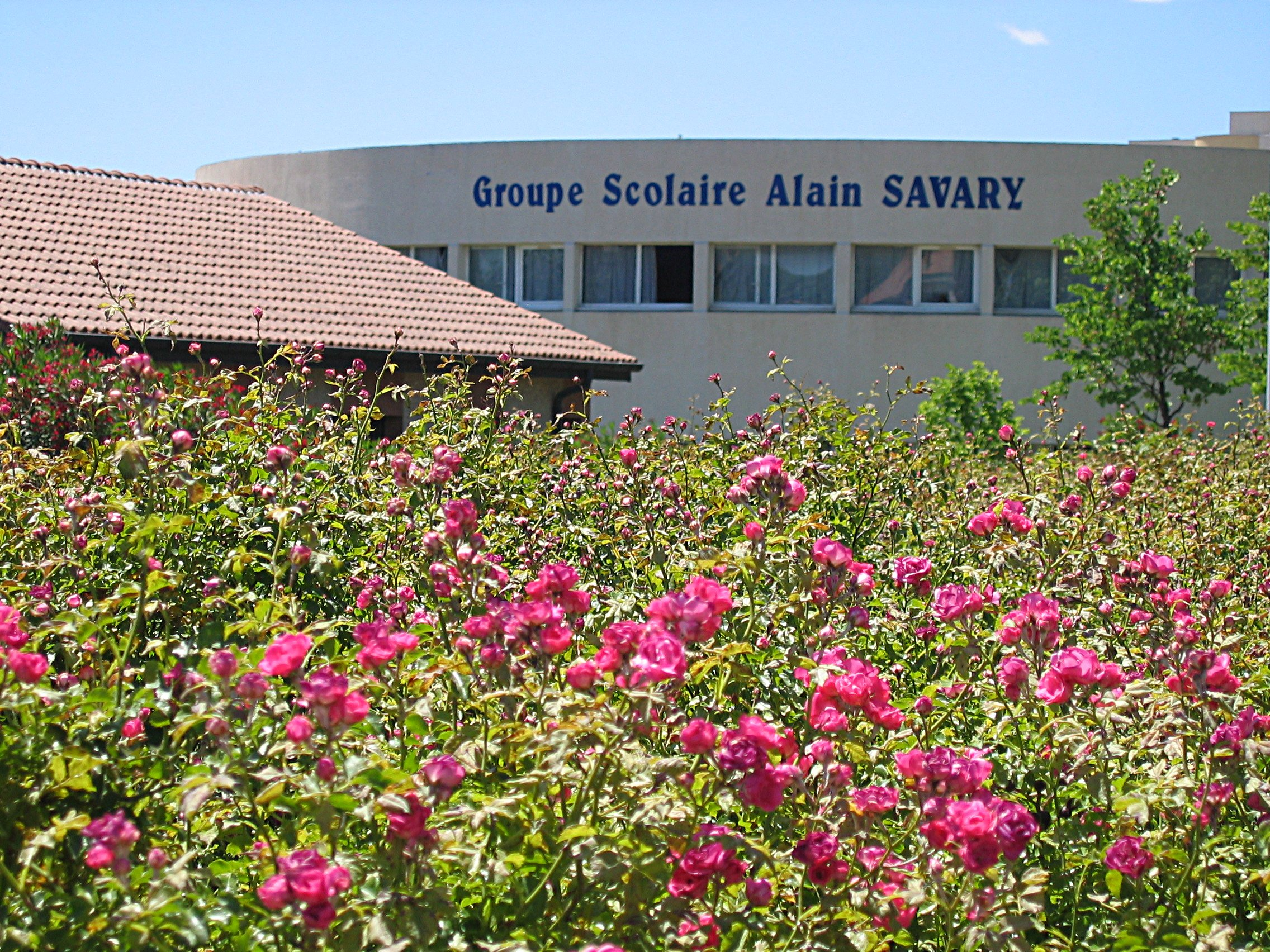
Une école portant son nom à Montpellier.

Des avenues à Orléans et Dijon ont été baptisées à son nom ainsi qu'une importante artère de Tunis. Des écoles à Colomiers, Montpellier ou encore Vert-le-Petit portent également son nom ainsi que plusieurs collèges, notamment à Istres ou Fronton. En outre, il existe le lycée professionnel Alain Savary, à Arras.
L'administration postale de Saint-Pierre-et-Miquelon émet un timbre-poste à son effigie en 1998, à l'occasion du dixième anniversaire de sa mort.

## Décorations
- Officier de la Légion d'honneur
- Compagnon de la Libération par décret du 10 janvier 1945[10]
- Croix de guerre 1939–1945 (3 citations)
- Médaille de la Résistance française par décret du 16 janvier 1947[11]
- Silver Star Medal (États-Unis)
- Chevalier grand-croix de l'ordre du Mérite de la République italienne